# Spendthrift
Spendthrift is een Amerikaanse dramafilm uit 1936 onder regie van Raoul Walsh.

## Verhaal
Townsend Middleton was ooit een miljonair, maar intussen is hij blut. Op de paardenrennen maakt hij kennis met Sally Barnaby, die op zoek is naar een rijke man. Ze trouwt met hem zonder te weten dat hij geen rode duit meer bezit. De trainster van het renpaard van Townsend heeft echter ook een oogje op hem.

## Rolverdeling
| Acteur           | Personage          |
| ---------------- | ------------------ |
| Henry Fonda      | Townsend Middleton |
| Pat Paterson     | Boots O'Connell    |
| Mary Brian       | Sally Barnaby      |
| George Barbier   | Morton Middleton   |
| Edward Brophy    | Bill McGuire       |
| Richard Carle    | Popsy              |
| J.M. Kerrigan    | Pop O'Connell      |
| Spencer Charters | Kolonel Barnaby    |
| June Brewster    | Topsy Martin       |
| Halliwell Hobbes | Beuhl              |
| Jerry Mandy      | Enrico             |
| Miki Morita      | Bediende           |
| Greta Meyer      | Hilda              |
| Robert Strange   | Ransom             |